# Silke Maier-Witt
Pour les articles homonymes, voir Maier-Witt.
Silke Maier-Witt, née le 21 janvier 1950 à Nagold est membre de la deuxième génération de la Fraction armée rouge.

## Biographie
Elle a étudié au Heilwig Collège à Hambourg. Elle étudie la médecine et de la psychologie en 1969, au cours de ses études, elle travaille avec des jeunes ayant des problèmes de comportement.
En 1977, elle rejoint la Fraction Armée Rouge. Elle est travaille comme éclaireur dans l'enlèvement et l'assassina de Hans Martin Schleyer.
En 1979, elle participe à un vol de banque à Zurich, durant l'opération un passant est abattu, elle retourne ensuite en RDA. Là, elle devient infirmière sous le nom « Angelika Gerlach » à Hoyerswerda et plus tard étudie à l'Université technique d'Ilmenau. En 1981, elle devient membre de la police secrète est-allemande et est renommée Anja Weber.
Elle est arrêtée le 18 juin 1990, elle vivait sous le nom de Sylvia Beyer à Neubrandenburg. Le 8 octobre 1991, elle est condamnée à dix ans de prison. En 1995, elle obtient une libération anticipée. En 1994, elle a repris ses études en psychologie à l'Université d'Oldenburg.